# Clarendon (Metro de Washington)
Clarendon es una estación en las líneas Naranja y Plata del Metro de Washington, administrada por la Autoridad de Tránsito del Área Metropolitana de Washington. La estación se encuentra localizada en 3100 Wilson Boulevard en Arlington, Virginia. La estación Clarendon fue inaugurada el 1 de diciembre de 1979.

## Descripción
La estación Clarendon cuenta con 2 plataformas laterales. La estación también cuenta  con 12 espacios para bicicletas y con 6 casilleros.

## Conexiones
La estación es abastecida por las siguientes conexiones de autobuses: 
- Rutas del MetroBus, Arlington Transit